# Слугинята
„Слугинята“ (на корейски: 아가씨) е южнокорейски филм от 2016 година, романтична драма с елементи на еротичен трилър, на режисьора Пак Чхан Ук по негов сценарий в съавторство с Чон Со Кьон, базиран на романа „Крадлата“ (2002) от Сара Уотърс.
Действието се развива в Корея под японска власт, а в центъра на сюжета е сложен опит за измама на богата японска наследница, който получава неочаквано развитие, след като става ясно, че тя е подложена на системно насилие от свой роднина, а една от съучастничките в измамата се влюбва в нея. Главните роли се изпълняват от Ким Мин Хе, Ким Тхе Ри, Ха Чон У, Чо Чин Уон.
„Слугинята“ печели наградата на БАФТА за най-добър чуждоезичен филм.

## Сюжет
Сук Хи е млада, хитра тийнейджърка, способна да извърши кражба с лекота. Тя живее в престъпна общност, където Мадам, безскрупулна и изобретателна лидерка, управлява всичко. Мадам се занимава с продажба на бебета на бездетни японски семейства. Фудживара, опитен фалшификатор и картоиграч, също е част от престъпната мрежа и „наема временно“ Сук Хи да стане прислужница при Кузуки, богат наследник, който планира да се ожени за Хидеко. Фудживара има скрити планове, включително фалшификация на древни книги и отвличане на богатата Хидеко с цел измама и ограбване. Но в този свят на престъпност и интриги, нищо не е такова, каквото изглежда. Всеки крие свои тайни.